# Claudio Fabián Ciccia
Claudio Fabián Ciccia Bourdin (Montevideo, Uruguay, 11 de abril de 1972) es un exfutbolista uruguayo de ascendencia italiana. Sus mayores logros como jugador los consiguió en el fútbol de Costa Rica.
A partir de septiembre de 2018, es comentarista deportivo en Canal 7 de Costa Rica

## Trayectoria
Sus primeros pasos en el fútbol los desarrolló en el club Estudiantes de la Unión baby fútbol en el año 1979, posteriormente pasó al Fray Bentos baby fútbol en 1981, e integró la selección Sub-15 de su natal Uruguay. Inició su carrera profesional en el Liverpool Fútbol Club de Uruguay en el año 1993, en 1996 emigró al fútbol salvadoreño propiamente a la escuadra del Alianza Fútbol Club (El Salvador) donde con mucho éxito. Regresó al Liverpool y luego al Salus Football Club en 1997, año siguiente ficha con la escuadra de Club Centro Deportivo Municipal de Perú. En 1999 regresa nuevamente al fútbol uruguayo para jugar con el Club Deportivo Maldonado, ese mismo año viaja a suelo costarricese para integrar el equipo del Municipal Puntarenas donde permaneció por 2 temporadas hasta que fue fichado por Liga Deportiva Alajuelense. Con este club ganó los campeonatos 2001 y 2002, la Copa Interclubes de la Uncaf y participó en la Copa Merconorte donde marcó 3 anotaciones. En la temporada 2002-2003 se marcha al Club Sport Cartaginés en busca de protagonismo; ese año sería el mejor de la carrera profesional de Ciccia ya que logró marcar 41 goles en 42 partidos, al final de esa temporada ficha con el Real Club Deportivo España de Honduras donde no pudo adaptarse, 6 meses más tarde vuelve a Cartago, ese mismo año regresa a su natal Uruguay para jugar con el Club Atlético Juventud de Las Piedras, en 2006 viaja a Italia para integrar la planilla de la Associazione Calcio Chioggia Sottomarina de la Serie D Italiana, en el 2007 firmaría con el Burjassot Club de Fútbol de España donde decide finalizar su carrera como futbolista profesional. Para finales del 2012 Ciccia retorna al Club Sport Cartaginés pero esta vez como director deportivo.

## Clubes

### Como jugador
| Club                              | País        | Año         |
| --------------------------------- | ----------- | ----------- |
| Liverpool F.C.                    | Uruguay     | 1993 - 1995 |
| Alianza                           | El Salvador | 1996        |
| Liverpool F.C.                    | Uruguay     | 1996        |
| Salus                             | Uruguay     | 1997 - 1998 |
| Deportivo Municipal               | Perú        | 1998        |
| Deportivo Maldonado               | Uruguay     | 1999        |
| Municipal Puntarenas              | Costa Rica  | 1999 - 2000 |
| Alajuelense                       | Costa Rica  | 2000 - 2002 |
| Cartaginés                        | Costa Rica  | 2002 - 2004 |
| Real España                       | Honduras    | 2004 - 2005 |
| Cartaginés                        | Costa Rica  | 2005        |
| Juventud de Las Piedras           | Uruguay     | 2005        |
| Chioggia Sottomarina              | Italia      | 2006        |
| Burjassot                         | España      | 2007        |
| Club Deportivo Juventud Manisense | España      | 2010        |

### Como Entrenador
| Club       | País       | Año         |
| ---------- | ---------- | ----------- |
| Cartaginés | Costa Rica | 2014 - 2015 |

## Palmarés

### Campeonatos nacionales
| Título           | Club        | País       | Año  |
| ---------------- | ----------- | ---------- | ---- |
| Primera División | Alajuelense | Costa Rica | 2001 |
| Primera División | Alajuelense | Costa Rica | 2002 |

### Distinciones individuales
| Distinción                      | Club       | Año         |
| ------------------------------- | ---------- | ----------- |
| Goleador de la Primera División | Cartaginés | 2002 - 2003 |